# 卡納爾博納峰
42°39′23″N 1°24′21″E / 42.65639°N 1.40583°E
卡納爾博納峰（Pic de Canalbona），是西班牙的山峰，位於西班牙東北部加泰羅尼亞，屬於比利牛斯山中蒙特卡爾姆山脈的一部分，海拔高度2,965米。